# Эвагор
Эваго́р (Евагор; греч. Εὐαγόρας) — царь кипрского города Саламина ок. 411—374 до н. э.

## Биография
Принадлежал к роду Эакидов (Тевкридов), правившему в Саламине примерно до середины V в. до н. э., когда власть в городе была захвачена финикийцами. Еще через несколько десятилетий власть в Саламине захватил финикиец Абдемон, правитель Китиона Потомок Тевкридов Эвагор, опасаясь за свою жизнь, был вынужден бежать с острова, и укрылся в Солах в Киликии. Через некоторое время он тайно вернулся на Кипр во главе 50 сторонников, ночью проник в Саламин, и, по словам Исократа, штурмом взял дворец правителя. Абдемон был свергнут, и Эвагор стал царем Саламина (ок. 411 до н. э.).
Стараниями Эвагора Саламин снова был открыт для эллинского культурного и экономического влияния. По словам Исократа,

получив город, совершенно одичавший и вследствие финикийского владычества не допускавший к себе эллинов, город, не знавший ремесел, не занимавшийся торговлей, не имевший гавани, он все это исправил и привел в должный порядок. Кроме того, он присоединил к городу новую большую территорию, возвел кругом новые стены, построил триеры и вообще так укрепил этот город своими сооружениями, что он теперь не уступает ни одному из эллинских городов.— Исократ. Эвагор, 47.
После гибели афинского флота при Эгоспотамах, Конон с частью кораблей укрылся у Эвагора в Саламине. Во время войны Персии со Спартой именно Эвагор посоветовал царю начать борьбу со спартанцами на море и назначить Конона командующим флотом (397 до н. э.). При этом значительное число необходимых кораблей было снаряжено саламинцами. После разгрома спартанского флота в битве при Книде Конон смог вернуться из изгнания и триумфатором вступил в Афины, где ему и Эвагору в 393 до н. э. поставили конные статуи, как спасителям города от спартанской тирании.
У афинян даже возник план с помощью Конона породнить Эвагора с Дионисием Старшим и объединить их в союз против Спарты.
В дальнейшем Эвагор вступил в конфликт с Артаксерксом II, переросший в десятилетнюю Кипрскую войну, в ходе которой царь Саламина вначале добился значительных успехов, но в итоге был разбит и вынужден подчиниться персам.
Был убит в 374 до н. э. вместе со старшим сыном Пнитагором. Феопомп называет убийцей евнуха Фрасидея, Аристотель добавляет, что

евнух убил его, считая себя оскорбленным, так как сын Эвагора увлек его жену.— Аристотель. Политика, 1311b, 5
На основании сообщения Диодора предполагается, что убийство могло быть организовано другим сыном Эвагора — Никоклом, который и унаследовал власть.
Прославлению Эвагора немало способствовал афинский ритор Исократ, человек монархических убеждений, видевший в кипрском царе идеал просвещенного правителя. Исократ посвятил деятельности Эвагора несколько речей, одна из которых, «Эвагор» (ок. 365 до н. э.), считается образцовым панегириком.